# عربی صحرایی
عربی صحرایی، عربی صحرایی الجزایر یا عربی تمنراستی یکی از گویش‌های عربی مغربی است که در صحرای الجزایر رایج است. این گویش توسط حدود ۱۰۰٬۰۰۰ نفر در الجزایر، بیشتر در نزدیکی مرز با مراکش در کنار کوه‌های اطلس، ۱۰٬۰۰۰ نفر در مناطق همسایه در نیجر و همچنین توسط اقلیت‌هایی در موریتانی، مالی، صحرای غربی و لیبی تکلم می‌شود.